# Conostylis candicans
Conostylis candicans är en enhjärtbladig växtart som beskrevs av Stephan Ladislaus Endlicher. Conostylis candicans ingår i släktet Conostylis och familjen Haemodoraceae.

## Underarter
Arten delas in i följande underarter:
- C. c. calcicola
- C. c. candicans
- C. c. flavifolia
- C. c. procumbens

## Bildgalleri

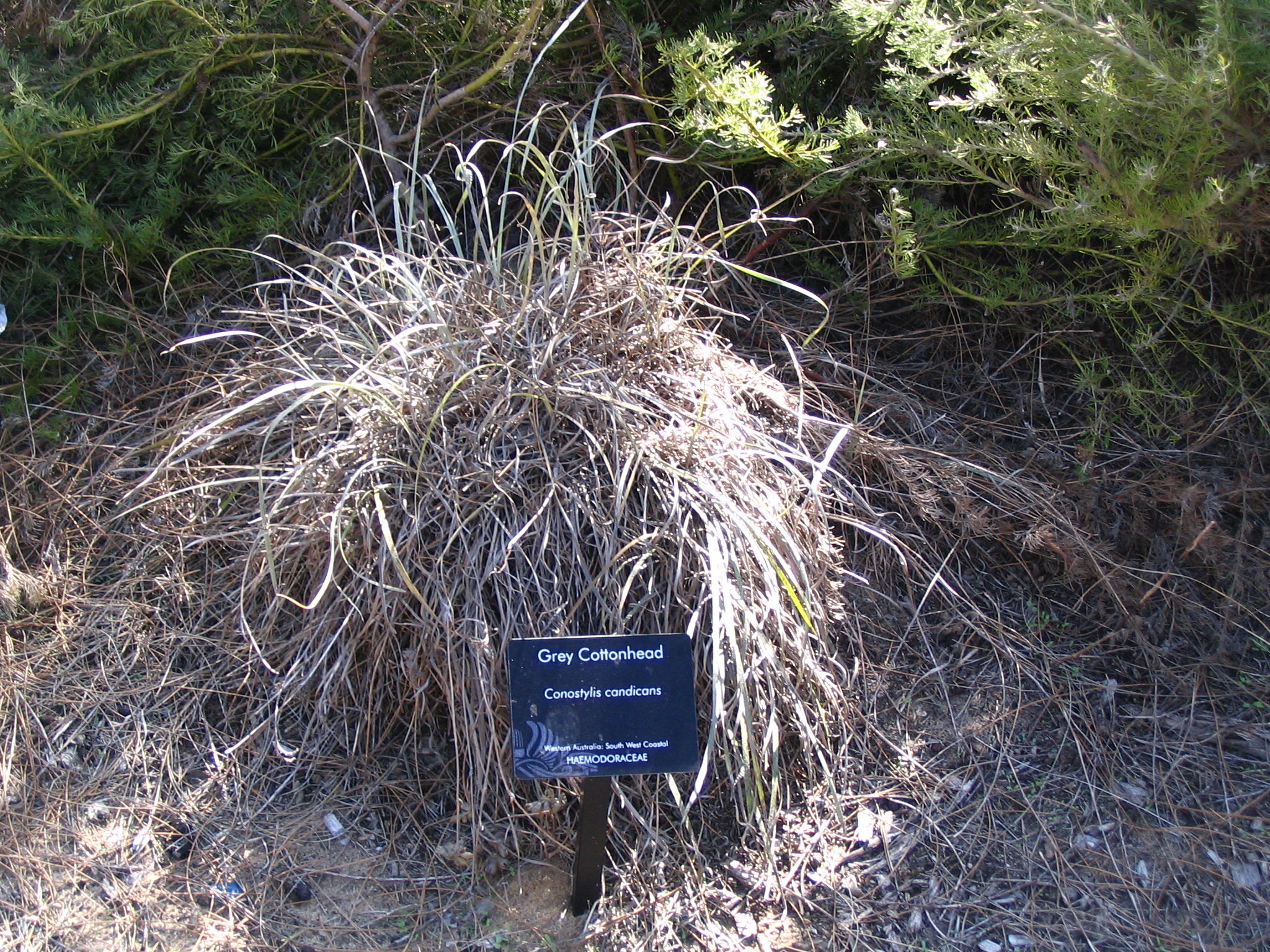